# Dominik Sarapata
Dominik Sarapata (født 25. oktober 2007) er en polsk professionel fodboldspiller, der spiller som midtbanespiller for København.

## Klubkarriere

### Górnik Zabrze
Sarapata blev som ungdomsspillet optaget på Józefka Chorzóws ungdomsakademi. Han blev herefter akademispiller hos Górnik Zabrze og fik seniordebut for dette hold i 2024, hvor han spillede seksten ligakampe og scorede et enkelt mål. Han fik debut i ligaen den 2. februar 2025 i en 1-1 hjemmekamp mod Puszcza Niepołomice. Tipsbladet skrev i 2025, at han var "et af de største talenter i polsk fodbold".

### F.C. København
I sommeren 2025 skiftede han til F.C. København på en aftale til sommeren 2028. Han fik debut for klubben den 29. juli 2025, da han blev skiftet ind i det 88. minut i en kvalifikationskamp til Champions League mod FK Drita.

## Landsholdskarriere
Sarapata har spillet for de polske ungdomslandshold. I sommeren 2024 deltog han med det polske U17-landshold til UEFA-europamesterskabet for U17.